# Craspedosis affinis
Craspedosis affinis är en fjärilsart som beskrevs av Rothschild 1915. Craspedosis affinis ingår i släktet Craspedosis och familjen mätare. Inga underarter finns listade i Catalogue of Life.